# Scott Brennan

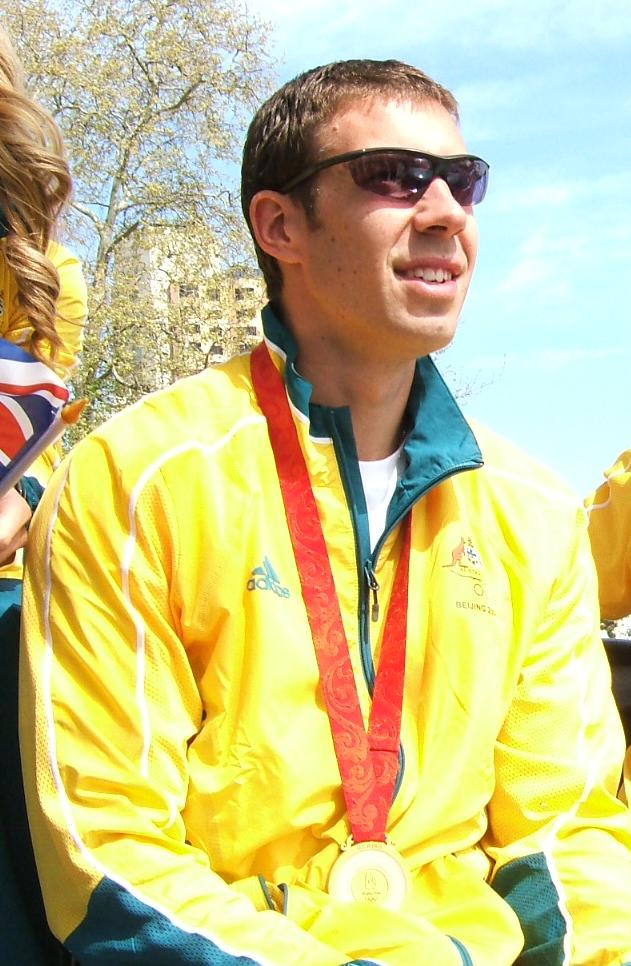
Scott Brennan 2008

Scott Brennan OAM (* 9. Januar 1983 in Hobart, Tasmanien) ist ein australischer Ruderer, der 2008 olympisches Gold im Doppelzweier gewann.
Brennan begann 1995 mit dem Rudersport. 2001 wurde er im Einer Zweiter bei den Junioren-Weltmeisterschaften; 2003 gewann er den Einer bei den U23-Weltmeisterschaften. Bei den Olympischen Spielen 2004 verpasste Brennan mit dem australischen Doppelvierer den Einzug ins Finale und belegte den siebten Platz. Bei den Ruder-Weltmeisterschaften 2007 auf der Regattastrecke Oberschleißheim bei München belegte er zusammen mit David Crawshay im Doppelzweier den zweiten Platz im B-Finale, wurde aber zweimal Dritter im Weltcup. In Peking bei den Olympischen Spielen 2008 gewannen Brennan und Crawshay dann überraschend die Goldmedaille im Doppelzweier.
Scott Brennan hat 2007 sein Medizinstudium an der University of Tasmania abgeschlossen. Im Dezember 2015 heiratete er die Ruderin Kim Crow.
Für seine Verdienste um den Sport als Goldmedaillengewinner bei den Olympischen Spielen 2008 in Peking wurde er 2009 mit der Medaille des Order of Australia ausgezeichnet.